# Zeealsem
Zeealsem (Artemisia maritima, synoniem: Seriphidium maritimum) is een vaste plant die behoort tot de composietenfamilie (Asteraceae). De soort staat op de Nederlandse Rode Lijst van planten als vrij zeldzaam en matig afgenomen. De plant komt voor op het noordelijk halfrond in het noorden langs de kust van Groot-Brittannië en langs de kust van de Oostzee. Verder zuidelijk langs de kust van Frankrijk en het Middellandse Zeegebied. In Hongarije en verder oostwaarts in Zuid-Rusland, langs de Kaspische Zee en in Centraal-Siberië tot in Mongolië. Het aantal chromosomen is 2n = 36 of 54.
De aromatisch geurende plant wordt 30–60 cm hoog. De dubbelgeveerde bladeren zijn rondom witviltig behaard. De bovenste bladeren zijn enkelgeveerd.
Zeealsem bloeit van augustus tot oktober met gele, geurende bloemen. De bloeiwijze is een 1 tot 2 mm groot hoofdje, die in trossen gerangschikt zijn. De buitenste bloemen zijn buis-klokvormig met ingesloten stempellobben. De omwindselblaadjes zijn witviltig.
De kleverige vrucht is een nootje zonder pappus.
De plant komt voor op hoge, zandige plaatsen van schorren en kwelders en langs zeedijken.

## Gebruik
De knoppen en jonge scheuten werden vroeger gedroogd gebruikt voor het maken van een bitter smakend aftreksel, dat gebruikt werd tegen darmparasieten (wormen) en met tussenpozen terugkerende koorts. De werkzamestof is santonine. De geneeskrachtige werking is echter minder dan die van absintalsem. Ook is de gedroogde plant insectenwerend en werd tegen de motten gebruikt.

## In andere talen
- Duits: Zitwer, Strandwermut, Strandbeifuß, Nobbekrut
- Engels: sea wormwood, wormseed, old woman
- Frans: armoise aux graines vermifuge, armoise semen contra, absinthe maritime, sanguinette, armoise maritime